# The Final Member
Pour plus de détails, voir Fiche technique et Distribution.
The Final Member est un film documentaire canadien réalisé par Jonah Berkhor et Zach Math, sorti en 2012.
Le film gravite autour du musée phallologique islandais au début des années 2010, quand celui-ci cherche à avoir dans ses collections le spécimen « ultime » : un pénis humain. Après avoir abordé l'histoire du musée avec son créateur, Sigurður Hjartarson, on assiste à la compétition entre l'Islandais Pall Arason, qui a légué son pénis en 2001 et Tom Mitchell, un Américain qui lui souhaite en faire don de son vivant, pour pouvoir l'exposer avant la mort de Pall Arason.

## Fiche technique
- Titre original : The Final Member
- Réalisation : Jonah Bekhor et Zach Math
- Musique : Rob Simonsen
- Photographie : Sean Stiegemeier et Viggo Knudsen
- Montage : Andrew Dickler et Tyler Hubby
- Production : Jonah Bekhor et Zach Math
- Pays d'origine :  Canada
- Langue originale : anglais ; islandais
- Format : couleur
- Genre : film documentaire
- Durée : 75 minutes
- Dates de sortie :
  - Canada 1er mai 2012 (Hots Docs Toronto)
  - États-Unis 18 avril 2014 (sortie nationale)

## Distribution
Sauf indication contraire, les informations mentionnées dans cette section peuvent être confirmées par la base de données cinématographiques IMDb,  présente dans la section « Liens externes ».
- Sigurður Hjartarson : lui-même
- Páll Arason : lui-même
- Tom Mitchell : lui-même